# Agia Triada
'Agia Triada (tudi Ayia Triada, Hagia Triada, Agia Trias – Sveta Trojica) je arheološko najdišče antičnega minojskega naselja . Leži na zahodnem koncu obalnega grebena s Fajstosom na vzhodnem delu in planoto Mesara na jugu Krete. 
Agia Triada je prinesla več tablic z linearno pisavo A kot katero koli drugo minojsko mesto. Pomembne najdbe so sarkofag iz Agie Triade, poglavarjev pokal,  vaza z boksarji in vaza žanjic.

## Geografija
Agia Triada leži v južnem delu osrednje Krete, 30–40 metrov nad morsko gladino, štiri kilometre zahodno od Fajsta, ki je na zahodnem koncu planote Mesara. Na tem kraju ni bilo minojske palače, ampak bogato mesto in morda kraljeva vila. Po katastrofi 1450 pred našim štetjem je bilo mesto obnovljeno in ostalo naseljeno vse do 2. stoletja pred našim štetjem. Nato je bila tu zgrajena rimska vila. V bližini sta dve kapeli: Hagia Triada v zapuščeni vasi in Hagios Georgios, zgrajeni v času Beneške republike.

## Arheologija
Agio Triado je izkopavala od leta 1900 do leta 1908 skupina Arheološke italijanske šole iz Aten (Scuola Archeologica Italiana di Atene) pod vodstvom Federica Halbherra in Luigija Pernierja. Našli so mesto in miniaturno palačo, star kanalizacijski sistem in zgodnjeminojske tolose, grobnice. Naselje je bilo v uporabi v različnih oblikah, od zgodnje minojske dobe I do požara v pozni minojski dobi IB.
Arheologi so odkrili sarkofag, poslikan z iluminiranimi prizori iz življenja na Kreti.  To je edini sarkofag iz apnenca iz tega obdobja, ki je bil do zdaj odkrit, in edini sarkofag z vrsto pripovednih prizorov minojskega nagrobnega obreda. Morda  so se minojska verska prepričanja mešala s prepričanji Mikencev, ki so zajeli otok v 14. stoletju pr. n. št. Sarkofag je bil uporabljen za pokop princa.
V središču ene daljših stranic sarkofaga je prizor žrtvovanja bika. Na levi strani druge dolge strani je ženska, ki nosi krono in dve posodi. Ob njej je človek, oblečen v dolgo haljo, ki igra na sedemstrunsko liro. To je prva znana slika klasične grške lire.
Pred njimi je še ena ženska, ki prazni vsebino posode, morda kri žrtvovanega bika, druga posoda je morda namenjena duši umrlega.  Zdi se, da je bila bikova kri uporabljena za preporod po smrti. Prizor spominja na Homerjev opis mrtvih, ki potrebujejo kri.  Na levi imajo trije moški živali in čoln, ki se približuje moškemu brez udov; verjetno predstavlja mrtvega človeka, ki sprejema darila. Čoln je potreben za potovanje na drugi svet.  Po minojskem prepričanju je bil čez morje otok sreče mrtvih Elizij, kamor bi lahko odšle duše v drugačno, srečnejše življenje. Radamantis je bil sodnik na Eliziju in ta ideja je verjetno nastala  pozneje kot orfizem.
Zdi se, da nekateri festivali na Kreti sovpadajo s poznejšimi grškimi festivali.  Sprevod kmetov je upodobljen na vazi žanjic ali vazi odstranjevalcev plev iz žita, ki sta bili najdeni v Agii Triadi. Vazi datirata v zadnjo fazo neopalačnega obdobja (LM II – 1425–1390 pr. n. št.). Moški hodijo v parih s palicami na svojih ramenih. Vodja je oblečen v duhovniško haljo z obrobo in nosi palico. Skupina glasbenikov jih spremlja s pesmijo in eden od njih ima egiptovski sistrum. 